# Halima Hachlaf
Halima Hachlaf (arabisch حليمة حشلاف, DMG Ḥalīma Ḥašlāf; * 6. September 1988 in Boumia) ist eine marokkanische Leichtathletin, die im Mittelstreckenlauf antritt und sich auf die 800-Meter-Distanz spezialisiert hat.

## Sportliche Laufbahn
Erste internationale Erfahrungen sammelte Halima Hachlaf 2003 bei den Jugendweltmeisterschaften in Sherbrooke, bei denen sie im 800-Meter-Lauf bis in das Halbfinale gelangte, dort ihren Lauf aber nicht beenden konnte. Im Jahr darauf belegte sie bei den Juniorenweltmeisterschaften in Grosseto in 2:09,26 min den neunten Platz und siegte anschließend bei den Arabischen Jugendmeisterschaften in Rabat in 2:08,84 min und gewann im 400-Meter-Lauf in 56,74 s die Bronzemedaille. Bei den Crosslauf-Weltmeisterschaften 2005 in Saint-Étienne wurde sie in 22:42 min 31. in der U20-Wertung und anschließend belegte sie bei den Jugendweltmeisterschaften in Marrakesch in 2:08,61 min Rang vier, ehe sie bei den Spielen der Frankophonie in Niamey in 2:09,64 min ebenfalls Rang vier belegte. 2006 erreichte sie bei den Juniorenweltmeisterschaften in Peking das Halbfinale, in dem sie mit 2:07,07 min ausschied. Bei den Crosslauf-Weltmeisterschaften 2007 in Mombasa gelangte sie nach 24:01 min auf Rang 46 und bei den Juniorenafrikameisterschaften in Ouagadougou gewann sie in 2:06,13 min die Silbermedaille über 800 Meter sowie in 4:20,91 min die Bronzemedaille im 1500-Meter-Lauf. Anschließend wurde sie bei den Militärweltspielen in Hyderabad in 2:06,64 min Vierte über 800 Meter und gewann bei den Panarabischen Spielen in Kairo in 2:09,50 min die Bronzemedaille. 2008 nahm sie erstmals an den Afrikameisterschaften in Addis Abeba teil und belegte dort in 2:04,74 min den vierten Platz.
2009 gewann Hachlaf bei den Militärweltspielen in Sofia in 2:02,86 min die Bronzemedaille, ehe sie sich bei den Mittelmeerspielen in Pescara in 2:00,91 min nur der Italienerin Elisa Cusma Piccione geschlagen geben musste. Sie qualifizierte sich zudem erstmals für die Weltmeisterschaften in Berlin, bei denen sie bis in das Halbfinale gelangte, in dem sie ihr Rennen aber nicht beenden konnte. Anfang Oktober gewann sie bei den Spielen der Frankophonie in Beirut in 2:02,76 min die Silbermedaille über 800 Meter hinter ihrer Landsfrau Seltana Aït Hammou. Zudem gewann sie mit der marokkanischen 4-mal-400-Meter-Staffel in 3:37,73 min die Bronzemedaille hinter Kanada und dem Senegal. Anschließend siegte sie im Dezember in 2:07,17 min bei den Arabischen Meisterschaften in Damaskus über 800 Meter sowie in 3:40,58 min auch mit der Staffel. 2010 nahm sie an den Hallenweltmeisterschaften in Doha teil und schied dort mit 2:03,81 min in der ersten Runde aus. Bei den Afrikameisterschaften in Nairobi gelangte sie als Mitfavoritin bis in das Finale, musste ihren Lauf dort aber vorzeitig beenden. Im Jahr darauf nahm sie erneut an den Weltmeisterschaften in Daegu teil und erreichte auch dort im Halbfinale nicht das Ziel. 2012 qualifizierte sie sich für die Olympischen Spiele in London, bei denen sie mit 1:58,84 min im Halbfinale ausschied. Auch bei den Weltmeisterschaften im Jahr darauf in Moskau schied sie mit 2:00,55 min im Halbfinale aus. Am 14. Oktober 2013 wurde sie wegen Unregelmäßigkeiten in ihrem Biologischem Pass für vier Jahre bis zum Dezember 2017 gesperrt.
Jedoch bestritt Hachlaf erst 2019 wieder erste Wettkämpfe und gewann in einem ihrer ersten Rennen die Goldmedaille bei den Arabischen Meisterschaften in Kairo in 2:07,95 min. Im August nahm sie erstmals an den Afrikaspielen in Rabat teil und belegte dort in 2:03,82 min Rang fünf. Zudem wurde sie über 1500 Meter in 4:22,59 min Sechste. Zudem qualifizierte sie sich über 800 Meter für die Weltmeisterschaften in Doha, bei denen sie mit 2:01,30 min im Halbfinale ausschied.
2007 wurde Hachlaf marokkanische Meisterin im 1500-Meter-Lauf sowie 2013 über 800 Meter. Sie ist die jüngere Schwester des ehemaligen Hindernisläufers Abdelkader Hachlaf.

## Persönliche Bestleistungen
- 400 Meter: 53,22 s, 8. Mai 2010 in Rabat
- 600 Meter: 1:28,22 min, 24. Mai 2007 in Bottrop (afrikanischer Juniorenrekord)
- 800 Meter: 1:58,27 min, 9. Juni 2011 in Oslo
  - 800 Meter (Halle): 2:03,55 min, 13. Februar 2010 in Leipzig
- 1500 Meter: 4:06,69 min, 9. Juni 2013 in Rabat